# Хохловський майдан
Хохловський майдан, Хохловська площа (рос. Хохловская площадь) — майдан Земляного міста в центрі Москви в Басманному районі між Покровським і Чистопрудним бульварами, неподалік від вулиці Покровки. Від Хохловського майдану йде Хохловський провулок.

## Походження назви
З XVII століття вживається назва «Хохловський провулок» від місцевості Хохли або Хохловка, в якій селилися українці («хохли»); виникнення цієї назви, мабуть, пов'язане з близькістю до Маросейки, де в той час перебувало Малоросійське (Українське) обійстя.

## Опис
Хохловська площа тягнеться від площі Покровські Ворота до Хохловського провулку; фактично є частиною Покровського бульвару та має спільну з ним нумерацію будинків.

## Реконструкція площі
Вже багато років Хохловська площа перекопана. Влада міста почала там будівництво підземного гаража. Під час риття котловини був виявлений білокам'яний фундамент муру Білого міста.

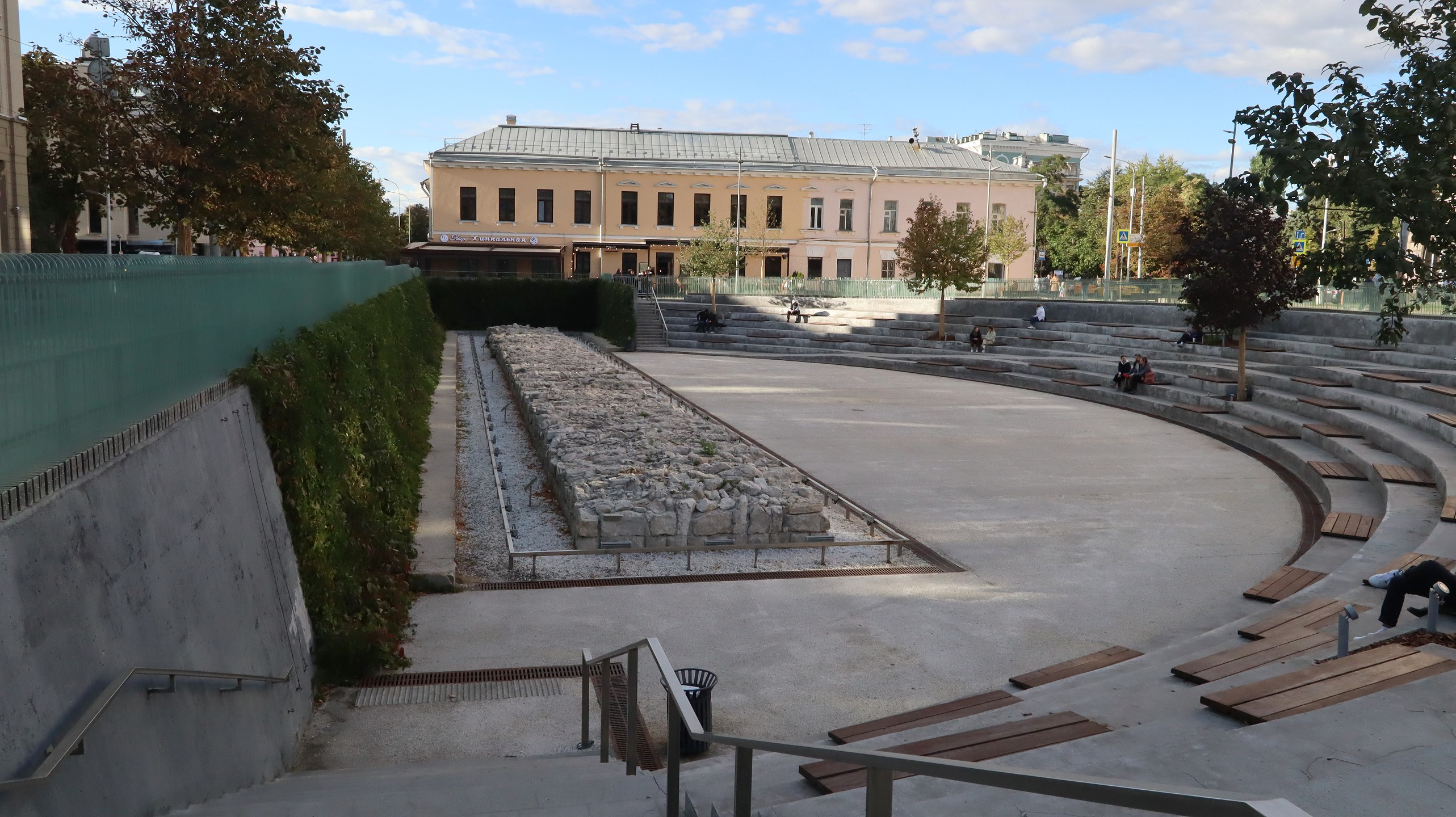
2022 рік.
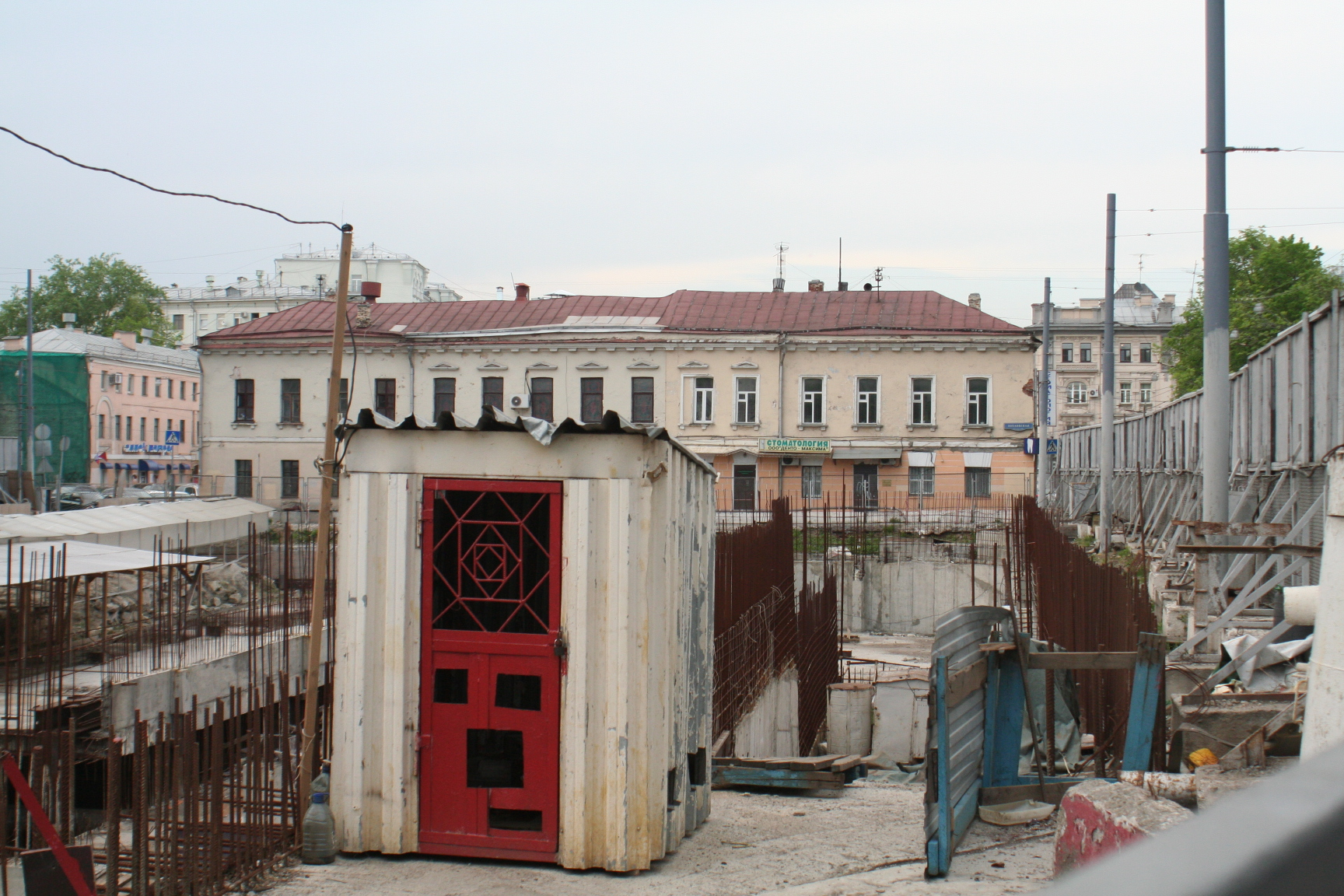
2010 рік.
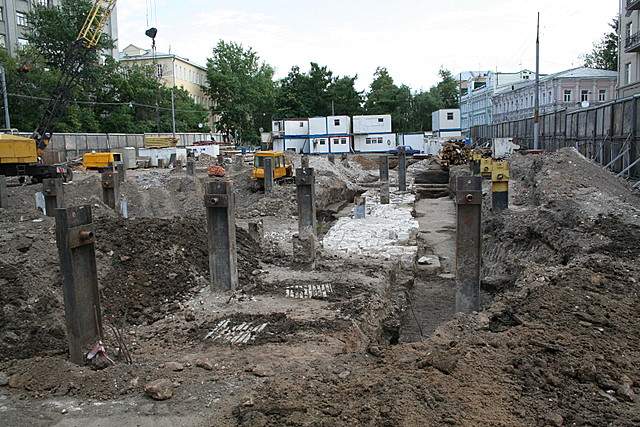
Фундамент муру Білого міста, пробитий металевими конструкціями. 2007 р.
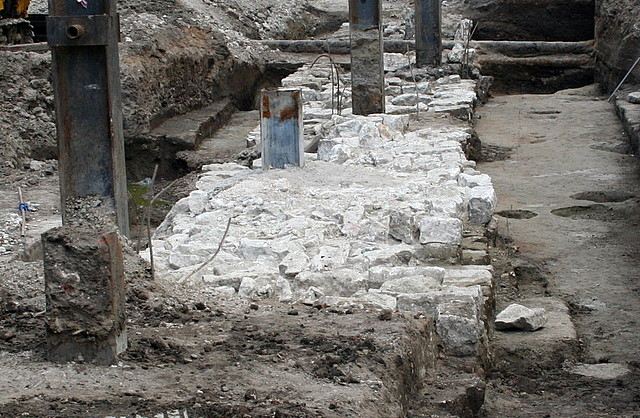
Фрагмент білокам'яного фундаменту муру Білого міста. 2007 р.